# Saturnino Cisneros Lacruz

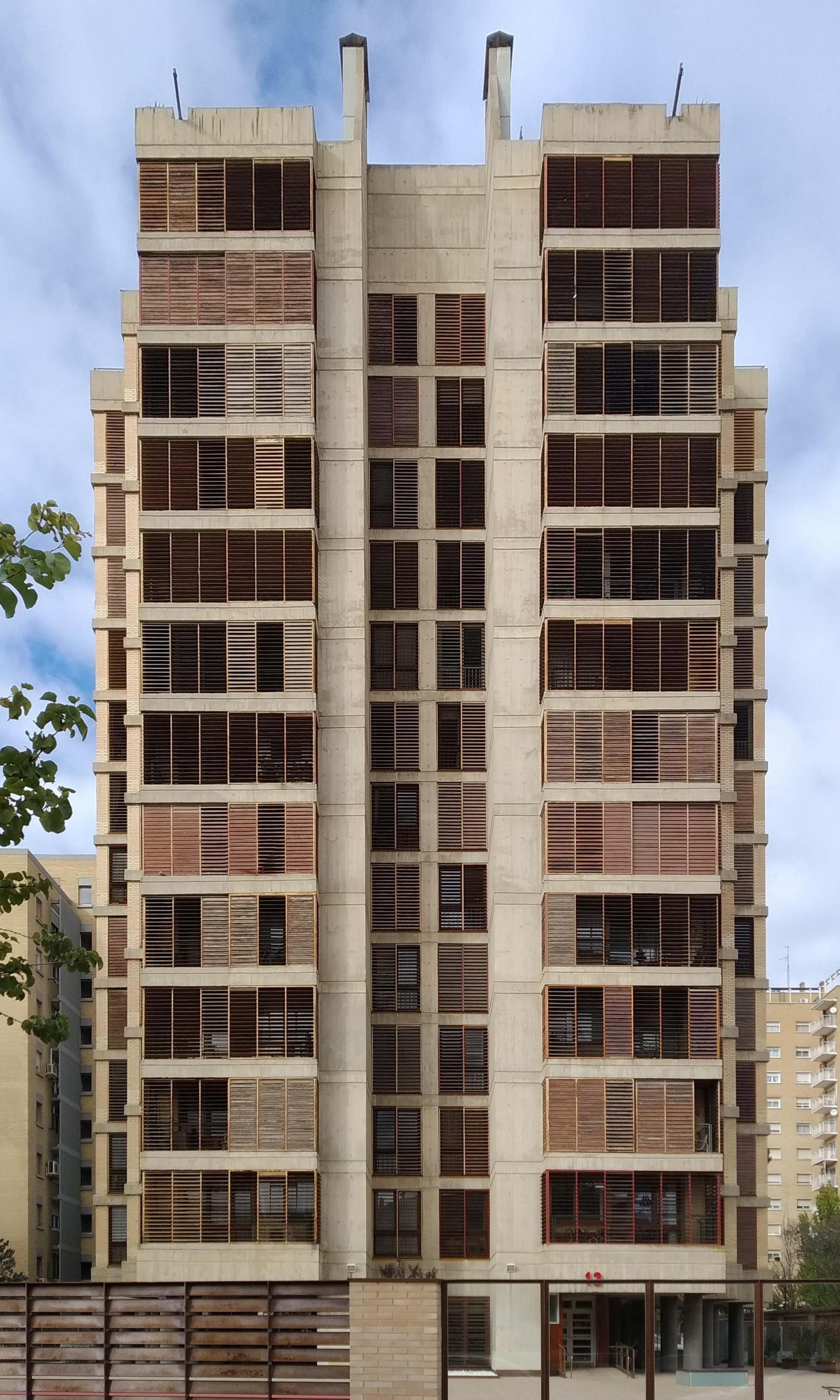
Cooperativa de viviendas Nuestra Señora de Belén (1970), obra de José Romero y Saturnino Cisneros.

Saturnino Cisneros Lacruz (Zaragoza 1935 - Sabiñán 2014) fue un arquitecto español que construyó principalmente en Zaragoza durante los años 70 y 80 del siglo XX.

## Trayectoria
Se tituló en la Escuela de Arquitectura de Barcelona en 1967. Estuvo muy vinculado en sus comienzos con el también arquitecto José Romero Aguirre. Formó parte de los movimientos de renovación arquitectónica Grupo R de Cataluña, y Grupo Z de Zaragoza, siendo cabeza de este último. De creencias cristianas, construyó para varias órdenes religiosas y cooperativas de viviendas cristianas.
A finales de los años 80 se trasladó a Nicaragua, y a mediados de los años 90 a la República Dominicana, donde trabajó hasta 2002 como Coodinador General de Escuelas Taller para Iberoamérica y Coordinador de proyectos urbanos y de restauración con la Agencia Española de Cooperación Internacional (AECID) y la Embajada de España en varios países iberoamericanos.

## Obra construida
- 1967. Monasterio de San Benito (Camino de Miralbueno Alto s/n; Zaragoza). Con José Moreno Aguirre.
- 1970. Cooperativa de viviendas Nuestra Señora de Belén (Paseo Isabel la Católica, 12; Zaragoza).[2] Con José Romero Aguirre. Bloque de viviendas con acabado al exterior de hormigón y celosías de madera en los balcones (en la imagen).
- 1970. Noviciado de las Salesianas (Vía Ibérica 67; Zaragoza). Con José Romero Aguirre.
- 1983. Edificio Pirineos (Calle Valle de Broto; Zaragoza). Con J. Carmona.
- 1984. Rehabilitación del Edificio Pignatelli. Con J. Carmona, J. Aznar y M. Viamonte.[1]